# سيرجيو إدواردو كاسترياني
سيرجيو إدواردو كاسترياني (31 مايو 1954 - 3 مارس 2021) كان رئيس أساقفة برازيلي للروم الكاثوليك.
وُلِد كاسترياني في البرازيل ورُسم في الكهنوت عام 1978. شغل منصب مساعد أسقف للسوابق الإقليمية الكاثوليكية الرومانية في تيفي البرازيل، من عام 1998 إلى عام 2000 وكان أسقفًا للمقاطعة الإقليمية من عام 2000 إلى عام 2012. ثم شغل منصب أسقف رئيس أساقفة أبرشية الروم الكاثوليك في ماناوس البرازيل من 2012 إلى 2019.
توفي كاسترياني من مضاعفات تسمم الدم في 3 مارس 2021.